# تانفي عزمي
تانفي عزمي هي ممثلة هندية، ولدت في 1960.

## أعمال

### أفلام
- (2013) ييه جواني هي ديواني
- (2015) باجيراو ماستاني

## وصلات خارجية
- تانفي عزمي على موقع IMDb (الإنجليزية)
- تانفي عزمي على موقع قاعدة بيانات الأفلام العربية
- تانفي عزمي على موقع ألو سيني (الفرنسية)
- تانفي عزمي على موقع أول موفي (الإنجليزية)
- تانفي عزمي على موقع قاعدة بيانات الفيلم (الإنجليزية)
- تانفي عزمي على موقع كينوبويسك (الروسية)